# Humesiella
Humesiella is een geslacht van eenoogkreeftjes uit de familie van de Anchimolgidae. De wetenschappelijke naam van het geslacht is voor het eerst geldig gepubliceerd in 1973 door Sabastian & Pillai.

## Soorten
- Humesiella corallicola Sebastian & Pillai, 1973